# Domínio de Kubota
O Domínio de Kubota (久保田藩, Kubota han) foi um han ou domínio feudal japonês do Período Edo , localizado na Província de Dewa (atual Província de Akita). Seu principal castelo situa-se na cidade de Akita. O Domínio Kubota também era conhecido como o Domínio de Akita (秋田藩, Akita han).
Durante toda sua história ele foi governado pelo Clã Satake. Durante a Guerra Boshin de 1868-1869, fez parte do Ōuetsu Reppan Dōmei , a aliança dos domínios do norte, mas em seguida, passou para o lado das forças imperiais. Logo em seguida, o domínio foi atacado por forças leais à aliança. Tal como aconteceu com todos os outros domínios, foi dissolvido em 1871 pela abolição do sistema han, durante a Restauração Meiji.

## História
O Clã Satake , que governou Kubota, era originalmente da Província de Hitachi.  Em 1600, os Satake se alinharam com o Exército Ocidental na Batalha de Sekigahara. Após a derrota do Exército Ocidental pelas forças do Leste de Tokugawa Ieyasu , o clã Satake mas foi punido sendo seus territórios reduzidos e transferidos para Kubota,  onde permaneceram até 1871.  Como resultado desta queda na renda (quase metade de sua renda anterior de cerca de 540 mil koku), os Satake foi obrigado a demitir muitos de seus vassalos e instituir uma redução de salário geral para aqueles que mantiveram.
Era classificado como tozama daimyō (de fora, externo, que se aliou depois) . Tinha dois sub-domínios: Iwasaki (20.000 koku ) e o Kubota-shinden (10.000 koku ) de curta duração. O domínio se envolveu em muitas crises agrícolas, o que resultou em várias revoltas camponesas ao longo da sua história. Também foi assolada por um conflito interno (O-Ie Sōdō) , o Conflito Satake (佐竹騒动, Satake-sodo) , que foi provocada por questões econômicas.

## Lista de Daimyo
- Clã Satake (tozama) 1602-1871

1. Satake Yoshinobu (1570-1633)
2. Satake Yoshitaka (1609-1672)
3. Satake Yoshizumi (1637-1703)
4. Satake Yoshitada (1695-1715)
5. Satake Yoshimine (1690-1745)
6. Satake Yoshimasa (1728-1753)
7. Satake Yoshiharu (1723-1758)
8. Satake Yoshiatsu (1748-1785)
9. Satake Yoshimasa (1775-1815)
10. Satake Yoshihiro (1812-1846)
11. Satake Yoshichika (1839-1857)
12. Satake Yoshitaka II (1825-1884)